# Nowosolna (gmina)

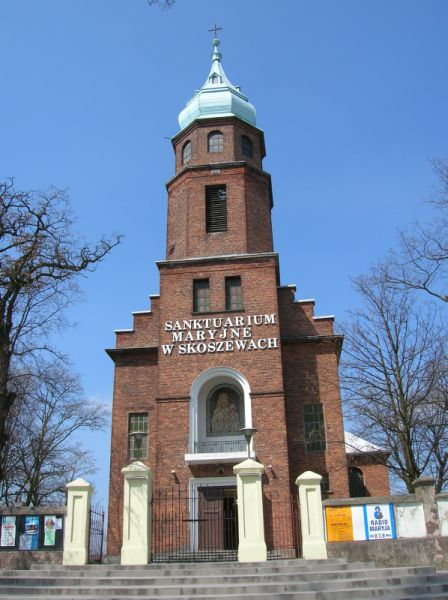
Kościół w Starych Skoszewach

Nowosolna – gmina wiejska w województwie łódzkim, w powiecie łódzkim wschodnim. 
Siedzibą gminy jest Nowosolna (Łódź), która do gminy nie należy.
Według danych z 31 grudnia 2007 gminę zamieszkiwało 3955 osób. Natomiast według danych z 31 grudnia 2017 roku gminę zamieszkiwało 4850 osób.
Według danych z 31 grudnia 2019 roku gminę zamieszkiwały 5084 osoby.

## Historia

### Królestwo Kongresowe
Gmina Nowosolna powstała w 1867 roku i za Królestwa Polskiego należała do powiatu łodzińskigo (łódzkiego) w guberni piotrkowskiej. W 1868 roku przyłączono do niej obszar zniesionej gminy Stoki.
18 sierpnia 1915 z gminy Nowosolna wyłączono część wsi Antoniew Stoki o powierzchni 47,2474 ha, włączając ją do Łodzi.

### II RP
W okresie międzywojennym gmina Nowosolna należała do powiatu łódzkiego w woj. łódzkim. W 1921 roku liczba ludności wynosiła 5727 i obejmowała miejscowości: Andrzejów (stacja kolejowa), Andrzejów (wieś), Augustów (wieś), Henryków (wieś), Janów (wieś), Mileszki (wieś), Mileszki Dworskie (kolonia), Nery (wieś), Nowosolna (wieś), Podwiączyn (wieś), Popielarnia (wieś), Sąsieczno (wieś), Sikawa (folwark i kolonia), Sikawa-Mileszki Dworskie (wieś), Sikawa-Budy (wieś), Stoki (folwark, kolonia i wieś), Stoki-Antoniew (wieś), Stoki-Budy (wieś), Wiączyn (leśniczówka), Wiączyn Dolny (wieś), Wiączyn Górny (wieś), Wiączyn Nowy (wieś) i Widzew (stacja kolejowa).
1 września 1933 gminę Nowosolna podzielono na 18 gromad (sołectw).
- Andrzejów – wieś Andrzejów i stacja kolejowa Andrzejów;
- Antoniew Sikawa – wieś Antoniew Sikawa;
- Antoniew Stoki – wieś Antoniew Stoki;
- Augustów – wieś Augustów i pół wsi Janów (na południe od szosy);
- Budy Sikawa – wieś Budy Sikawa;
- Budy Stoki – wieś Budy Stoki;
- Henryków – wieś Henryków i stacja kolejowa Widzew;
- Janów – pół wsi Janów (na północ od szosy);
- Mileszki – wieś Mileszki Włościańskie;
- Nery – wieś Nery;
- Nowosolna – wieś Nowosolna;
- Place Stoki – wieś Place Stoki;
- Popielarnia – wieś Popielarnia, wieś Mileszki Poduchowne i wieś Mileszki Dworskie;
- Sąsieczno – wieś Sąsieczno;
- Sikawa – wieś i folwark Sikawa;
- Stoki – wieś, folwark i cegielnia Stoki oraz kolonia Jędrowizna;
- Wiączyn – wieś Podwiączyn, wieś Wiączyn Nowy, wieś Wiączyn Dolny i las Wiączyn;
- Wiączyń Górny – wieś Wiączyń Górny.

### II wojna światowa i okres 1945-1954
Podczas II wojny światowej włączona do III Rzeszy. Po wojnie gmina zachowała przynależność administracyjną. 13 lutego 1946 dziesięć gromad włączono do Łodzi (Antoniew Sikawa, Antoniew Stoki, Augustów, Budy Sikawa, Budy Stoki, Henryków, Janów, Place Stoki, Sikawa, i Stoki, włączając je do Łodzi. Ponadto zlikwidowano gromadę Popierlarnia, integrując ją z gromadą Mileszki. 1 lipca 1952 gmina Nowosolna składała się już z siedmiu gromad:
- Andrzejów – wieś Andrzejów i stacja kolejowa Andrzejów;
- Mileszki – wieś Mileszki Włościańskie, wieś Mileszki Poduchowne, wieś Mileszki Dworskie i wieś Popielarnia;
- Nery – wieś Nery;
- Nowosolna – wieś Nowosolna;
- Sąsieczno – wieś Sąsieczno;
- Wiączyn – wieś Podwiączyn, wieś Wiączyn Nowy, wieś Wiączyn Dolny i las Wiączyn;
- Wiączyń Górny – wieś Wiączyń Górny.

Jednostka została zniesiona jesienią 1954 wraz z reformą wprowadzającą gromady w miejsce gmin. Z obszaru gminy Nowosolna utworzono dwie gromady:
- gromadę Andrzejów – dotychczasowe gromady Andrzejów, Sąsieczno i Nery oraz Feliksin i tereny PKP z dotychczasowej gromady Wiskitno A ze zniesionej gminy Wiskitno;
- gromadę Nowosolna – dotychczasowe gromady Nowosolna, Mileszki, Wiączyń i Wiączyń Górny.

### Reaktywacja gminy 1973
W związku z kolejną reformą gminną 1 stycznia 1973 gminę Nowosolna przywrócono, lecz o zupełnie innych granicach. Jako że jedna trzecia jej oryginalnego obszaru zostały przyłączone do Łodzi w 1946 roku, a kolejne trzy południowe sołectwa (Andrzejów, Sąsieczno i Nery) weszły w skład nowo powstałej w 1973 roku gminy Andrespol, większość obszarów reaktywowanej gminy Nowosolna pobrano z powiatu brzezińskiego, i w tymże powiecie umiejscowiono gminę Nowosolna. Gminę podzielono na 16 sołectw o różnorakiej przeszłości administracyjnej:
- sołectwa należące przed 1954 do powiatu brzezińskiego:
  - do gminy Dobra:
    - Borchówka, Grabina, Kalonka i Kopanka;

  - do gminy Lipiny :
    - Boginia, Byszewy, Lipiny, Moskwa, Natolin i Plichtów;

  - do gminy Niesułków:
    - Nowe Skoszewy i  Stare Skoszewy;
- sołectwa należące przed 1954 do powiatu łódzkiego:
  - do gminy Nowosolna:
    - Mileszki, Nowosolna, Wiączyń Dolny i Wiączyń Górny.

Tak więc tylko 1/4 sołectw nowej gminy Nowosolna należała do niej przed 1954 rokiem. 

### Zmiany administracyjne w gminie od 1988 roku
1 stycznia 1988  obszar gminy Nowosolna zredukowano o trzy kolejne (oryginalne) sołectwa, włączając je do Łodzi: Mileszki (487,31 ha), Nowosolną (1576,93 ha) i Wiączyń Górny (342,53 ha). Ogółem obszar gminy Nowosolna zmniejszył się o 2406,77 ha. W sumie z oryginalnej gminy Nowosolna (z lat 1867−1954) pozostało już tylko jedno sołectwo − Wiączyń Dolny. 
Ponadto włączając samą Nowosolną do Łodzi doprowadzono do sytuacji, w której siedziba gminy znalazła się poza jej granicami, a nazwa gminy − pochodząca już od miejscowości formalnie nieistniejącej − pozostała bez zmian. Doprowadziło to do wielu kłopotów i nieporozumień. Na przykład pisma, których właściwym adresatem jest delegatura Widzew (do której to łódzkie osiedle administracyjne Nowosolna należy), trafiają do Urzędu Gminy Nowosolna; co więcej, zdarza się, że i widzewska delegatura wysyła pisma do Urzędu Gmin Nowosolna w sprawach dotyczących osiedla Nowosolna, na przykład w celu uporządkowania terenu osiedlowego. Sytuacja jest też niezrozumiała dla mieszkańców Nowsolnej, którzy chętniej udaliby się do drzwi Urzędu Gminy, który mają w zasięgu ręki, zamiast jeździć w różnych sprawach do odległej delegatury na Widzewie. Poza nieporozumieniami, sytuacja jest też niezgodna z prawem, wedle którego nazwa gminy winna pochodzić od nazwy miejscowości, w której gmina ma siedzibę. Problemy te wyłoniły potrzebę zmiany nazwy gminy, a nawet jej przeniesienia do innej miejscowości, faktycznie znajdującej się na terenie gminy, np. do Starych Skoszew. Do tej pory nic się jednak nie zmieniło.
W latach 1975–1998 gmina położona była w ówczesnym województwie łódzkim. Od 1999 w powiecie łódzkim wschodnim w województwie łódzkim.

## Struktura powierzchni
Według danych z roku 2007 gmina Nowosolna ma obszar 53,98 km², w tym:
- użytki rolne: 70%
- użytki leśne: 23%

Gmina stanowi 10,80% powierzchni powiatu łódzkiego wschodniego.

## Położenie
Gmina Nowosolna leży na wschodnich obrzeżach Łodzi, w powiecie łódzkim wschodnim.
Gmina ma charakter rolniczy, na jej terenie znajduje się ok. 800 gospodarstw.

## Rezerwaty przyrody
Na terenie gminy znajduje się rezerwat przyrody Wiączyń chroniący fragment lasu liściastego o cechach grądu subkontynentalnego na granicy zasięgu buka i jodły.

## Demografia
Dane z 31 grudnia 2007:
| Opis                              | Ogółem | Ogółem | Kobiety | Kobiety | Mężczyźni | Mężczyźni |
| --------------------------------- | ------ | ------ | ------- | ------- | --------- | --------- |
| Jednostka                         | osób   | %      | osób    | %       | osób      | %         |
| Populacja                         | 3955   | 100    | 2044    | 51,7    | 1911      | 48,3      |
| Gęstość zaludnienia [mieszk./km²] | 73     | 73     | 38      | 38      | 35        | 35        |

- Piramida wieku mieszkańców gminy Nowosolna w 2014 roku[1].

## Oświata
W gminie Nowosolna funkcjonują 3 szkoły podstawowe – Szkoła Podstawowa im. M. Konopnickiej w Lipinach, Szkoła Podstawowa im. Wł. Jagiełły w Starych Skoszewach oraz Publiczna Szkoła Podstawowa OO. Bernardynów w Wiączyniu Dolnym.

## Zabytki
Na terenie Parku Krajobrazowego Wzniesień Łódzkich znajduje się wiele zabytków architektury, kultury i historii. Na wyróżnienie zasługuje średniowieczne grodzisko w Starych Skoszewach, dwór w Byszewach (w którym na początku XX wieku przebywał Jarosław Iwaszkiewicz), kościół w Starych Skoszewach.
Na przedwojennej architekturze piętno wycisnęli niemieccy osadnicy. Do dziś zachowały się, niemalże w każdej miejscowości gminy, niewielkie cmentarze ewangelickie. Można je odnaleźć w Bogini, Głogowcu, Grabinie, Starych Skoszewach, Teolinie i Wiączyniu Dolnym. Ponadto do dziś zachowało się wiele charakterystycznych budynków mieszkalnych i gospodarczych zbudowanych z kamienia, lub z kamienia i cegły, krytych dachówkami ceramicznymi.

## Sołectwa
Boginia, Borchówka, Byszewy, Grabina, Kalonka, Kopanka, Ksawerów, Lipiny, Moskwa, Natolin, Nowe Skoszewy, Plichtów, Stare Skoszewy, Teolin, Wiączyń Dolny.

## Pozostałe miejscowości
Borki, Bukowiec, Dąbrowa, Dąbrówka, Dobieszków, Głogowiec, Janów, Niecki, Wódka.

## Religia
Większość mieszkańców gminy jest wyznania rzymskokatolickiego. Należą do pięciu parafii:
- w Nowosolnej,
- w Brzezinach,
- w Starych Skoszewach,
- w Kalonce,
- w Łodzi (Mileszkach).

Niewielką grupę stanowią wyznawcy Kościoła Starokatolickiego Mariawitów.
Zamieszkują kilka miejscowości na terenie gminy: Stare Skoszewy, Moskwę, Lipiny, Niecki, Kalonkę, Grabinę.
Należą do trzech parafii:
- w Dobrej,
- w Grzmiącej,
- w Lipce.

## Sąsiednie gminy
Andrespol, Brzeziny, Łódź, Stryków